# Michelle Rodriguez
Mayte Michelle Rodriguez (San Antonio, 12 luglio 1978) è un'attrice statunitense.
È nota principalmente per il suo ruolo di Leticia Ortiz nella saga filmica di Fast & Furious e Ana Lucia Cortez nella serie televisiva Lost.

## Biografia
Michelle è nata a San Antonio, nel Texas, il 12 luglio del 1978, figlia di Rafael Rodríguez, un portoricano, e di Carmen Milady Pared Espinal, dominicana. I genitori divorziarono nel 1986. È stata cresciuta ed educata come testimone di Geova dalla nonna materna, ma ha abbandonato questa religione. Rodriguez ha dieci fratellastri, alcuni dei quali non ha mai conosciuto.
A 8 anni, in seguito al divorzio dei genitori, si trasferì con la madre nella Repubblica Dominicana e, a 11, dapprima a Porto Rico e infine negli Stati Uniti, stabilendosi definitivamente nel New Jersey. Lasciò la high school, dopo essere stata espulsa da 6 differenti scuole, a 17 anni, ma più tardi riesce a ottenere il GED.

## Carriera

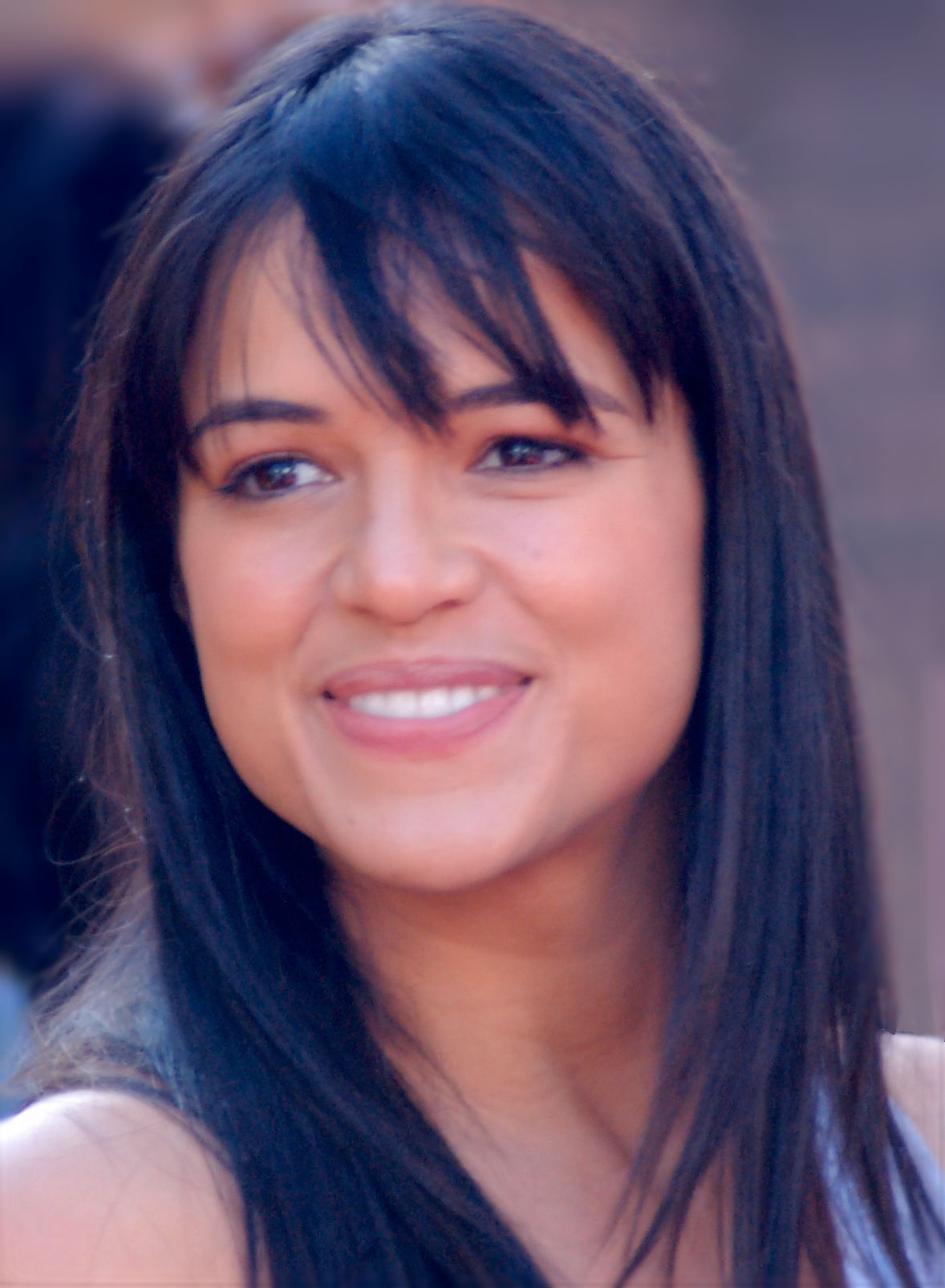
Rodriguez nel 2009

Il primo ruolo da protagonista è quello di Diane Guzman in Girlfight, un film indipendente che però non riscuote un gran successo; tuttavia la mette in risalto. La celebrità arriva nel 2001 con il film Fast and Furious e la relativa saga, dove interpreta Leticia "Letty" Ortiz. Intanto compare in due film della serie di Resident Evil nel ruolo di Rain Ocampo. Nel 2003 recita nel film S.W.A.T. - Squadra speciale anticrimine e dal 2005 al 2006 ha il ruolo principale di Ana Lucia Cortez nella serie televisiva Lost. Nel 2009, è apparsa nel film Fast & Furious - Solo parti originali. Più tardi quell'anno, la Rodriguez ha recitato nel film di James Cameron, Avatar, diventato il film col maggior incasso della storia. Nel 2009, la Rodriguez ha anche recitato in Trópico de Sangre, un film basato sulle storiche sorelle Mirabal della Repubblica Dominicana.

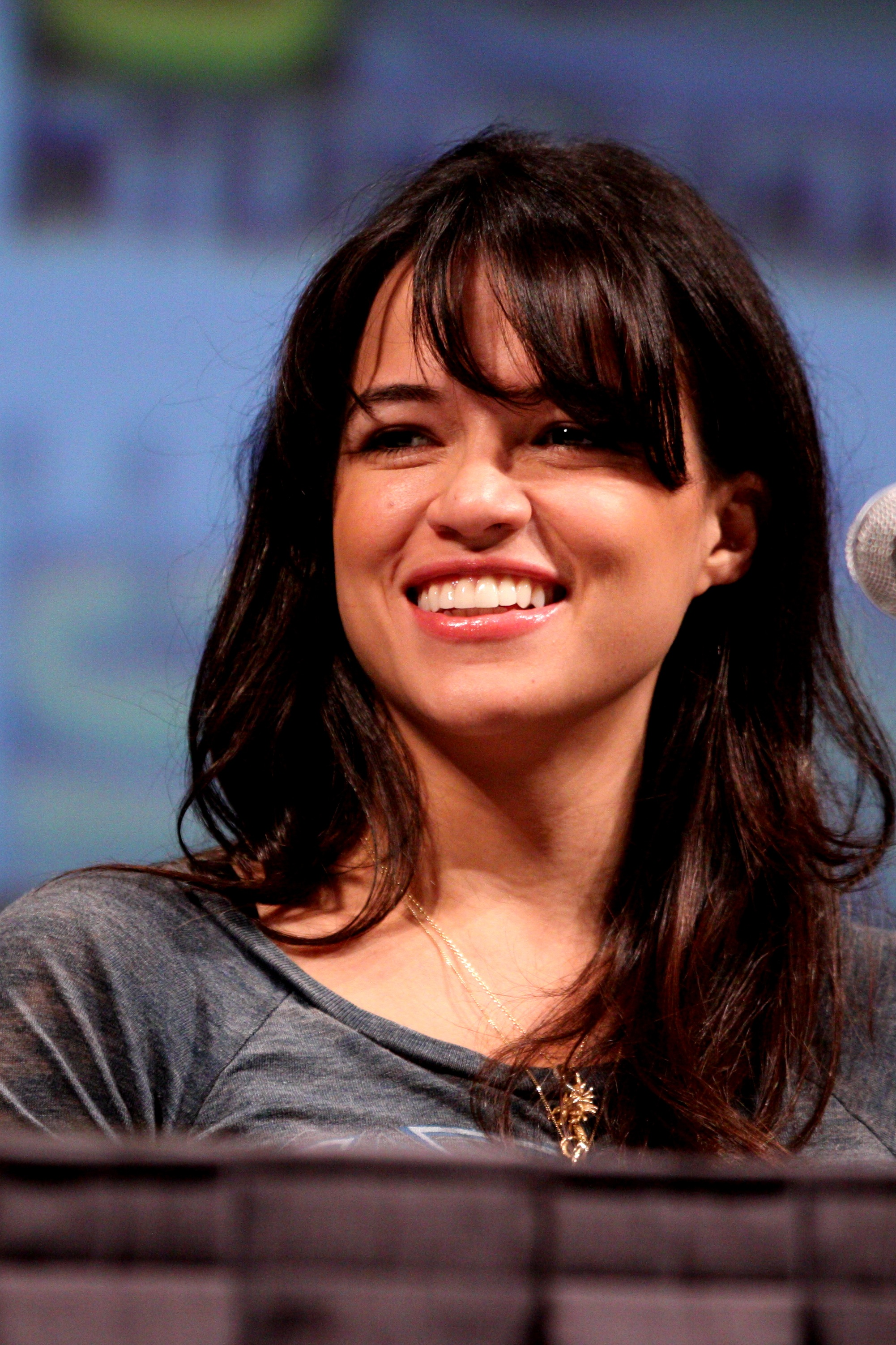
Michelle Rodriguez al San Diego Comic-Con 2010

Nel 2010, la Rodriguez è apparsa nel film di Robert Rodriguez, Machete. Nel 2011, è apparsa con Aaron Eckhart nel film di fantascienza World Invasion, che ha incassato oltre 200 milioni di dollari al botteghino. Nel 2012, è tornata per interpretare il buon clone e il cattivo clone in Resident Evil: Retribution. Nel 2013, ha ripreso il ruolo di Letty in Fast & Furious 6 e Luz nel sequel di Robert Rodriguez, Machete Kills. Ha anche doppiato il personaggio Paz, per la DreamWorks Animation, nel film Turbo.
Nel 2015 è apparsa in Fast & Furious 7, che ha incassato oltre $1,5 miliardi in tutto il mondo. Nel 2016 ha recitato nel film Nemesi al fianco di Sigourney Weaver. Nel 2017, ha prestato la sua voce al film I Puffi - Viaggio nella foresta segreta. Ha anche recitato in Fast & Furious 8, (che ha battuto i record per la più grande apertura al botteghino globale di tutti i tempi). Nel 2018, ha recitato al fianco di Viola Davis in Widows - Eredità criminale del pluripremiato regista Steve McQueen, e nel 2019 si è riunita con il regista Robert Rodriguez nel film Alita - Angelo della battaglia.

### Sceneggiatura
A partire dal 2013, la Rodriguez ha dichiarato che stava lavorando a diversi progetti, tra cui un film d'avventura per famiglie, un dramma sulla droga e un pezzo d'epoca per le donne.

## Vita privata

### Attivismo

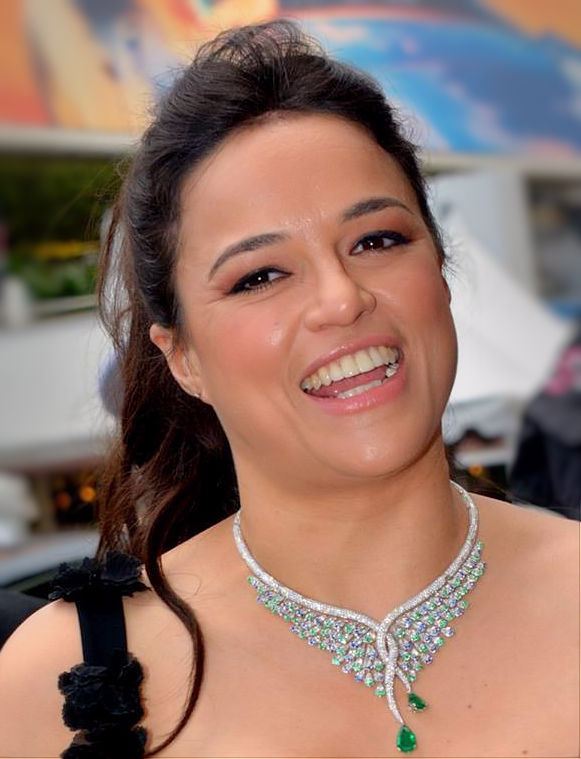
Rodriguez nel 2018

Nel 2010 Michelle Rodriguez, vegana, incontrò Paul Watson, che all'epoca era il capo dell'organizzazione per la protezione della vita marina Sea Shepherd. Nello stesso anno salì a bordo della nave Steve Irwin e accompagnò Sea Shepherd nella sua settima campagna anti-baleniere Operation No Compromise in Antartide. Ha assunto la posizione di marinaio, ha lavorato sul ponte, è stata di vedetta e si è allenata su come iniziare e manovrare un gommone Zodiac in sicurezza. Ha detto di averlo fatto per "amore incondizionato" perché non poteva "sedersi e non fare nulla".
Nel 2011 ha ospitato un pranzo di beneficenza per Sea Shepherd al Festival di Cannes, e nel 2012 ha fatto la DJ al Sea Shepherd Party a Cannes.
Nel 2017 ha accompagnato Sea Shepherd nella missione di ricerca Operation Ice Watch. Nel fare ciò, si è fatta fotografare con cuccioli di foca e poi ha condiviso le foto su vari social network. L'ha fatto per attirare l'attenzione sul cambiamento climatico e il suo impatto sulle foche.
Sempre nel 2017 Rodriguez ha partecipato alla campagna Sea Shepherd Operation Taino Spirit. Sea Shepherd e Rodriguez hanno portato rifornimenti alla popolazione indigena Taino per garantire uno sviluppo sostenibile dopo l'uragano Maria.
Rodriguez pubblica regolarmente delle foto sulle quali porta prodotti di merchandising di Sea Shepherd.

### Problemi legali
- Durante le riprese di Lost alle Hawaii, è stata arrestata per aver guidato in stato di ebbrezza[19].
- Nel marzo 2002, la Rodriguez è stata arrestata per aggressione dopo aver litigato con il suo compagno di stanza. Le accuse sono state successivamente ritirate, dopo che il compagno di stanza ha rifiutato di sporgere denuncia in tribunale.[20]
- Nell'ottobre del 2007 è condannata a sei mesi in un carcere californiano per aver violato la libertà vigilata e per non aver eseguito il servizio sociale e la riabilitazione prevista per i casi di guida in stato di ebbrezza o sotto l'effetto di droghe. Per questo la Rodriguez era stata condotta nel carcere Century Regional Detention Facility, ma dopo 17 giorni è stata rilasciata per sovraffollamento.[21]

### Coming out
Nel 2013, Entertainment Weekly riportò la seguente dichiarazione: "Vado in 'entrambe le direzioni'. Faccio come mi pare. Sono troppo curiosa per sedermi qui e non provare ciò che posso. Gli uomini sono intriganti, come pure le donne." Come ha spiegato alla rivista Latina Magazine, "Sto invecchiando. Alla fine si accartoccia e non sarò in grado di usarla. Volevo essere onesta su chi sono e vedere cosa succede". L'anno seguente, in un'intervista, disse che sperava che le sue azioni avrebbero aiutato gli altri in una situazione simile: "Forse aprendo la mia grande bocca grassa come faccio di solito e intensificando e riappropriandomi di chi sono potrebbe ispirare qualcun altro a fare lo stesso". Si è descritta come bisessuale in un'altra intervista alla fine del mese: "Bi, sì, cado nella categoria B dell'LGBT". Per quanto riguarda la mancanza di ruoli femminili non convenzionali disponibili nei film, ha detto: "Cosa c'è che non va nell'essere bi? Voglio dire, stiamo sfondando ovunque andiamo".

### Hobby
Gli hobby della Rodriguez includono un allenamento tattico con le armi, paracadutismo e la musica.

## Filmografia

### Attrice

#### Cinema
- Girlfight, regia di Karyn Kusama (2000)
- 3 A.M. - Omicidi nella notte (3 A.M.), regia di Lee Davis (2001)
- Fast and Furious (The Fast and the Furious), regia di Rob Cohen (2001)
- Resident Evil, regia di Paul W. S. Anderson (2002)
- Blue Crush, regia di John Stockwell (2002)
- S.W.A.T. - Squadra speciale anticrimine (S.W.A.T.), regia di Clark Johnson (2003)
- Control, regia di Tim Hunter (2004)
- BloodRayne, regia di Uwe Boll (2005)
- The Breed - La razza del male (The Breed), regia di Nicholas Mastandrea (2006)
- Battle in Seattle - Nessuno li può fermare (Battle in Seattle), regia di Stuart Townsend (2007)
- Gardens of the Night, regia di Damian Harris (2008)
- Fast & Furious - Solo parti originali (Fast & Furious), regia di Justin Lin (2009)
- Los Bandoleros, regia di Vin Diesel – cortometraggio (2009)
- Avatar, regia di James Cameron (2009)
- Trópico de Sangre, regia di Juan Delancer (2010)
- Machete, regia di Ethan Maniquis e Robert Rodriguez (2010)
- World Invasion (Battle: Los Angeles), regia di Jonathan Liebesman (2011)
- Resident Evil: Retribution, regia di Paul W. S. Anderson (2012)
- Fast & Furious 6 (Furious 6), regia di Justin Lin (2013)
- InAPPropriate Comedy, regia di Vince Offer (2013)
- Machete Kills, regia di Robert Rodriguez (2013)
- Fast & Furious 7 (Furious 7), regia di James Wan (2015)
- Nemesi (The Assignment), regia di Walter Hill (2016)
- Fast & Furious 8 (The Fate of the Furious), regia di F. Gary Gray (2017)
- Widows - Eredità criminale (Widows), regia di Steve McQueen (2018)
- Alita - Angelo della battaglia (Alita: Battle Angel), regia di Robert Rodriguez (2019)
- Confini e dipendenze (Crisis), regia di Nicholas Jarecki (2021)
- Fast & Furious 9 - The Fast Saga (F9: The Fast Saga), regia di Justin Lin (2021)
- Dungeons & Dragons - L'onore dei ladri (Dungeons & Dragons: Honor Among Thieves), regia di Jonathan Goldstein e John Francis Daley (2023)
- Fast X, regia di Louis Leterrier (2023)

#### Televisione
- Lost – serie TV, 24 episodi (2005-2010)
- CollegeHumor Originals – serie TV, episodio 1x97 (2011)

#### Videoclip
- If I could fall in love di Lenny Kravitz (2002)
- Confident di Demi Lovato (2015)

### Doppiatrice
- True Crime: Streets of LA – videogioco (2003)
- Driv3r – videogioco (2003)
- Halo 2 – videogioco (2004)
- IGPX: Immortal Grand Prix – serie animata, 26 episodi (2005-2006)
- James Cameron's Avatar: Il gioco (James Cameron's Avatar: The Game) – videogioco (2009)
- Call of Duty: Black Ops II – videogioco (2012)
- Turbo, regia di David Soren (2013)
- Battlefield Hardline – videogioco (2015)
- Fast and Furious Crossroads – videogioco (2020)

## Riconoscimenti
- Teen Choice Awards
  - 2015 – Candidatura alla miglior attrice in un film d'azione per Fast & Furious 7
  - 2015 – Candidatura alla miglior intesa in un film (condivisa con tutto il cast) per Fast & Furious 7[28]

## Doppiatrici italiane
Nelle versioni in italiano delle opere in cui ha recitato, Michelle Rodriguez è stata doppiata da:
- Rossella Acerbo in Fast and Furious, Resident Evil, Fast & Furious - Solo parti originali, World Invasion, Resident Evil: Retribution, Fast & Furious 6, Fast & Furious 7, Fast & Furious 8, Confini e dipendenze, Fast & Furious 9 - The Fast Saga, Fast X
- Perla Liberatori in Lost, The Breed - La razza del male, Machete, Machete Kills
- Alessia Amendola in Avatar, Nemesi, Dungeons & Dragons - L'onore dei ladri
- Tatiana Dessi in Girlfight, S.W.A.T. - Squadra speciale anticrimine
- Domitilla D'Amico in Widows - Eredità criminale, Alita - Angelo della battaglia
- Marcella Silvestri in Blue Crush
- Emanuela Baroni in BloodRayne
- Monica Bertolotti in Battle in Seattle - Nessuno li può fermare

Da doppiatrice è sostituita da:
- Perla Liberatori in Turbo
- Gemma Donati in I Puffi - Viaggio nella foresta segreta